# Municipi d'Ohrid
El municipi d'Ohrid (macedònic:Општина Охрид) és un municipi al sud-oest de Macedònia del Nord. Ohrid també és el nom de la ciutat on hi ha la seu municipal.
El municipi d'Ohrid limita amb els de Debarca a l'oest i al nord, Resen a l'oest, i una petita part de Mogila al nord-est.

## Demografia
Segons el cens del 2002 el municipi d'Ohrid, al qual se li ha unit el de Kosel, té 54 380 habitants, i segons el cens del 1994 en tenia 52 732. Kosel tenia 1 369 habitants el 2002 i 1 759 el 1994. El municipi en té actualment 55 749.
Els principals grups ètnics són macedonis 85%, albanesos (5,9%), gitanos (0,1%), serbis (0,6%), turc (4%), valacs (0,5%), aromanesos (0,50%)i altres el 4,2% de la població.
El municipi té 29 indrets habitats.